# Pinsà rosat del pare David
El pinsà rosat del pare David (Carpodacus davidianus) és una espècie d'ocell de la família dels fringíl·lids (Fringillidae) que es considerava part de Carpodacus pulcherrimus. Habita zones obertes i boscos de pins de Mongòlia, nord i sud-oest de la Xina i sud del Tibet i zona limítrofa de l'Índia.

## Taxonomia
S'han descrit tres subespècies que eren incloses a Carpodacus pulcherrimus fins fa poc, que són traslladades fins davidianus, arran els treballs de Rasmussen et Anderton 2005:
- C. d. argyrophrys Berlioz, 1929. Sud de Mongòlia i nord i oest de la Xina.
- C. d. davidianus Milne-Edwards, 1865. Est de la Xina.
- C. d. waltoni (Sharpe, 1905). Sud-est del Tibet i nord-est de l'Índia